# 이범영
이범영(李範永, 1989년 4월 2일 ~ )은 대한민국의 전직 축구 선수로 골키퍼로 활동했으며 2012년 하계 올림픽 동메달리스트이다.

## 개요
서울 출신으로 원삼중학교, 신갈고등학교를 졸업하였다. 동생은 인천 유나이티드 소속의 골키퍼 이범수며 현역 유일의 형제 골키퍼다.

## 클럽 경력
2008년 6월 25일 인천 유나이티드와의 리그컵 원정경기(1:0, 인천 승)에서 데뷔하여, 그 해 리그에서 10경기를 뛰었다. 특히 데뷔전인 인천전에서 후반 26분 유병수의 페널티 킥을 막아내는 등 무수한 선방들을 보였다. 2009년 U-20 월드컵 대표팀에 뽑혔다. 우즈베키스탄과의 2008년 AFC U-19 챔피언십 준결승전에서 경고 누적으로 퇴장당한 김승규를 대신해 1차전인 카메룬전에서 골문을 지켰으나, 어이없는 실수로 실점을 허용하며 패배의 빌미를 제공하였다. 그 결과, 결국 이 대회에서 김승규에게 골키퍼 자리를 내주어야 했다.
그 후 그는 한동안 대표팀에 뽑히지 못하다가 2010년 아시안 게임 대표팀에 승선하였다. 그는 1·2차전에는 출전하지 못했지만 조별 예선 마지막 경기인 팔레스타인과의 경기에서는 안정된 수비로 풀타임을 소화하였으며 팀은 박주영, 윤빛가람, 박희성 등의 연속골로 3:0으로 승리했다. 이후 준결승전인 아랍에미리트전 연장 막바지에 승부차기를 대비하여 투입되었지만 종료 직전 단 1개의 슈팅을 막지 못하고 0-1 패배를 내주었다.
그 후 그는 중국과의 친선 경기에서 다시 한번 안정된 경기력을 보이며 주전 자리를 확보하는 듯하였지만, 새로 발탁된 하강진에게 밀려 올림픽 3차 예선전인 요르단과의 1·2차전에서는 벤치를 지켜야 했다. 하지만, 우즈베키스탄과의 친선 경기에서 선발 출전하였고, 팀은 5-1로 승리하였다. 그 후에도 주전 자리를 계속 확보하며 사우디아라비아와의 최종예선 1차전에서 초반 실점위기 2차례를 모두 막아내며 팀의 1-0승리에 힘을 보탰다. 그 후 3경기 연속 무실점을 기록하며 올림픽 대표팀의 7회 연속 본선 진출과, 킹스컵 우승에 크게 공헌하였다.
또한 웨일스의 카디프에서 열렸던 2012년 런던 올림픽 축구 8강전 영국과의 경기에서는 후반전에 마이카 리처즈와 충돌하여 부상당한 정성룡을 대신해 교체 투입되어 승부차기에서 영국의 5번째 키커인 대니얼 스터리지의 슛을 막아내며 대한민국의 사상 첫 올림픽 4강 진출에 공헌하기도 하였다.
2014년 FIFA 월드컵에서 대한민국 대표팀 명단에 포함되었지만 정성룡(러시아전, 알제리전에 출전함)과 김승규(벨기에전에 출전함)에 밀려 단 한 경기도 출전하지 못했다. 2014년 9월 8일에 열린 우루과이와의 친선 경기에서 데뷔하여 1실점을 기록했다.
2015년 5월 24일 광주 FC와 경기 중 상대의 페널티 킥이 선언되자 팀 동료들이 심판한테 항의하는 동안 페널티 마크를 축구화로 훼손을 시켜서 상대 선수의 PK 실축을 유도했다. 이후 논란이 되자 구단 홈페이지를 통해 사과문을 게재하였고 구단으로부터 벌금 500만원과 사회봉사 20시간, 1경기 출전 정지의 징계를 받았다.
2015 시즌 팀이 K리그 챌린지로 강등된 후, 2016년 겨울 이적 시장을 통해 1월 5일 J1리그의 아비스파 후쿠오카로 이적하였다.
2016년 12월, 강원 FC와 3년 계약을 맺고 이적하였다.
2019시즌을 앞두고 전북 현대 모터스로 이적했다. 그러나 전북현대에서 첫 훈련을 하다가 아킬레스건이 파열되어 사실상 시즌이 종료되었다. 이후 송범근이 전북의 주전 골키퍼로 자리잡으면서 서브 선수로 밀려났다.
2022시즌을 앞두고 수원 FC에 입단했다.

## 경력 목록

### 클럽 경력
- 2008년 ~ 2015년  부산 아이파크
- 2016년  아비스파 후쿠오카
- 2017년 ~ 2018년  강원 FC
- 2019년 ~ 2021년  전북 현대 모터스
- 2022년 ~  수원 FC

### 국가대표팀 경력
- 2012년 킹스컵 및 런던 올림픽 대표팀 골키퍼
- 2014년 FIFA 월드컵 대표팀 골키퍼

## 등번호

### K리그
- 31 (2008년 ~ 2010년,  부산 아이파크)
- 1 (2011년 ~ 2015년,  부산 아이파크)
- 23 (2017년 ~ 2018년,  강원 FC)
- 1 (2019년 ~ 현재,  전북 현대 모터스)

### J리그
- 23 (2016년,  아비스파 후쿠오카)

## 수상
대한민국
- AFC U-19 축구 선수권 대회 : 4강 (2008)
- 아시안 게임 축구 : 동메달 (2010)
- 킹스컵 : 우승 (2012)
- 올림픽 축구 : 동메달 (2012)
- EAFF E-1 풋볼 챔피언십 : 우승 (2015)

개인
- 2007년 아시아 학생 선수권 골키퍼상 수상

## 그 외
2012년 1월 tvN의 코미디 빅리그 시즌 2에 출연했던 사실이 새롭게 밝혀져 팬들의 비상한 관심을 모으기도 하였다.